# New Berlin, New York
New Berlin är en kommun (town) i Chenango County i delstaten New York. Vid 2010 års folkräkning hade New Berlin 2 682 invånare.

## Kända personer från New Berlin
- Anson Burlingame, politiker och diplomat
- Delazon Smith, politiker och diplomat